# Dessin de presse
 (octobre 2012).
Le dessin de presse consiste à illustrer l'actualité au travers de dessins parfois simplement figuratifs, souvent satiriques.

## De l'illustration au dessin satirique
La presse a été illustrée avant l'arrivée de la photographie. Les périodiques, plus que les journaux quotidiens, reproduisent des dessins par gravure sur bois, par lithographie ou par similigravure. À partir du début du XXe siècle, la photographie est chargée de donner les illustrations réalistes, tandis que le dessin se raréfie et présente des vues éditoriales.
Le dessin descriptif reste important dans certains lieux où les photographes ne sont pas admis, comme les salles de tribunaux. Plus que la photographie, qui reproduit indifféremment tout ce qui est éclairé à un instant donné, il peut faire la synthèse de l'expression de protagonistes. Le croquis d'audience transmet ainsi, par la simplification du décor et la concentration sur les éléments les plus importants, une impression d'un procès inaccessible par d'autres moyens. Le dessin peut aussi illustrer des évènements survenus en l'absence de photographes, d'après les récits des témoins. C'est ainsi que la presse spécialisée dans le fait-divers peut illustrer un crime au moment tel qu'il s'est commis, d'après les hypothèses de l'enquête et les sentiments partagés de l'artiste et de ses lecteurs.
Se distinguant progressivement d'un simple rôle figuratif, le dessin de presse est devenu un moyen de contester les préjugés de la culture dominante, et, à des époques où la contestation de celle-ci est moins vive, de les renforcer et de critiquer la politique d'un gouvernement ou de son opposition. Le dessin est ainsi chargé, plus généralement, de donner une opinion critique notamment autour de scandales judiciaires ou financiers. Dans l'Affaire Dreyfus les dessinateurs expriment surtout des sentiments antidreyfusards fondés sur l'antisémitisme et l'anti-intellectualisme. Le caractère combatif de la caricature étant apparent, ceux qui partagent les opinions et les valeurs contre lesquelles elle est dirigée s'efforcent de la censurer ou de limiter sa violence, tandis que ses auteurs en appellent à la liberté d'expression, pour eux-mêmes en premier lieu.

## France
En France, de 1843 à 1944 l'hebdomadaire L'illustration publie des dessins reconstituant les évènements notables de la semaine. Avec l'avènement de la photographie, le dessin devient secondaire dans la presse quotidienne. Il domine dans certains organes de presse méfiants à l'égard de la fausse évidence de la photographie, où l'on préfère l'expression ouvertement individuelle des dessinateurs. De 1897 à 1940 Le Cri de Paris donne une large part à la gravure sur bois ; à partir de 1915, dans Le Canard enchaîné, le croquis commente autant que le texte. Le dessin en demi-teintes y a laissé la place au dessin au trait, sans aspiration au réalisme.

## Angleterre

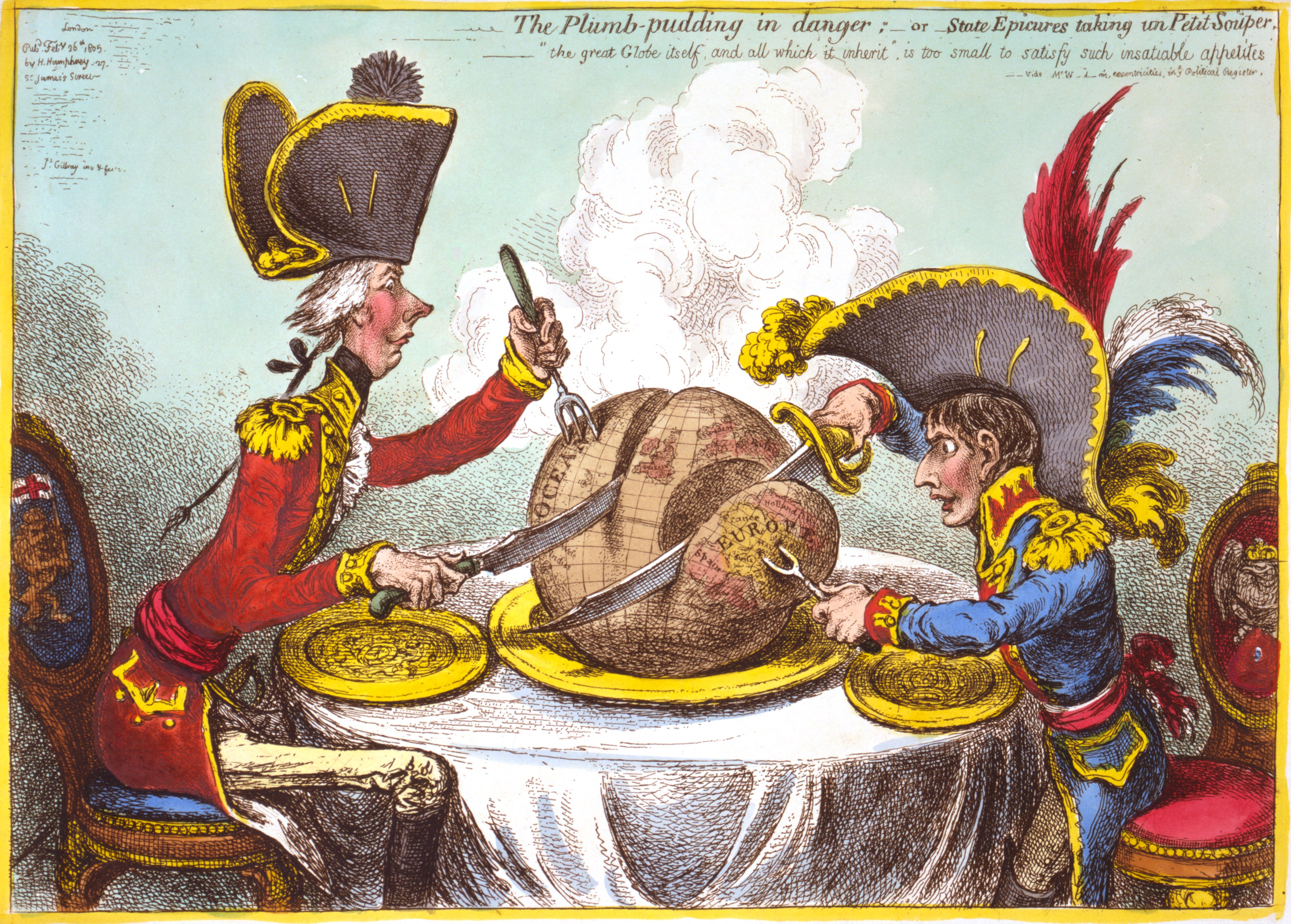
James Gillray, Le plumb-pudding en danger, 1805.

John J. Richetti affirme que « la satire graphique anglaise commence réellement avec Emblematical Print on the South Sea Scheme de Hogarth ».
Le journal satirique Punch est illustré dès ses débuts en 1841, et ne publiera jamais de photographies. Dans des journaux d'information où les journalistes pratiquent des normes strictes pour la présentation des faits et des sources, une image qui ne se présente pas comme réaliste n'est pas contrainte par ces normes, et le dessin est le moyen d'exprimer un sentiment éditorial.